# 韋韋特南戈

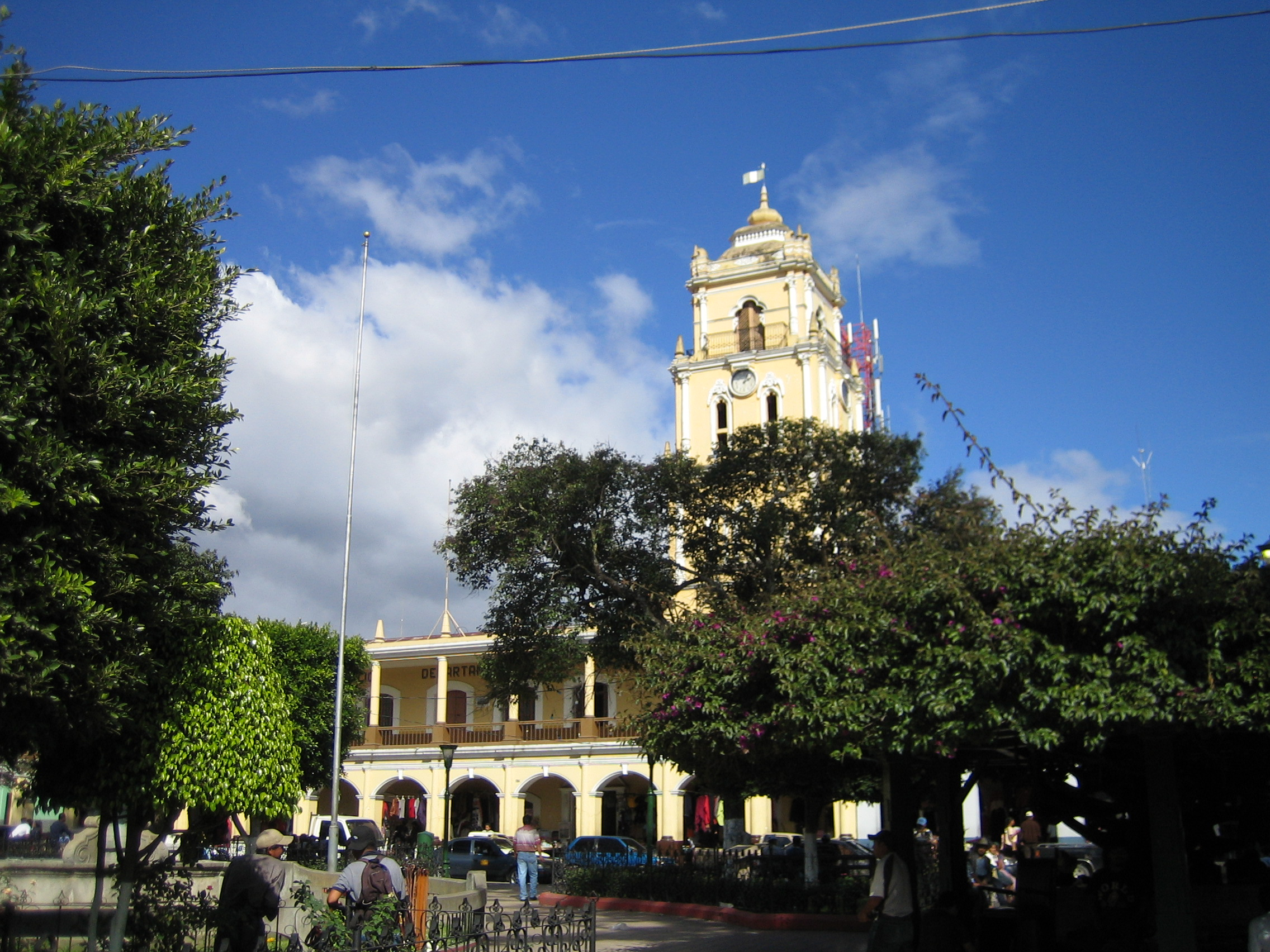

15°18′53″N 91°28′34″W / 15.31472°N 91.47611°W
韋韋特南戈（西班牙語：Huehuetenango）是危地馬拉的城市，亦譯為薇薇特南果，也是韋韋特南戈省的首府，位於該國西部，距離首都危地馬拉市269公里，始建於1524年，面積204平方公里，海拔高度1,901米，主要經濟活動有貿易業和服務業，2011年人口108,461。

## 著名人物
前總統里奧斯·蒙特出生於此。